# Paul Ohlig
Paul Ohlig (* 22. Juni 1881 in Barmen, heute: Wuppertal; † 18. Dezember 1956 in Schwerte) war ein deutscher evangelischer Pfarrer und Lokalhistoriker. Als Mitglied der Bekennenden Kirche war er Gegner des Nationalsozialismus.

## Leben

### Studium und Beruf
Ohlig studierte ab 1900 Theologie an der Georgia Augusta in Göttingen und der Friedrich-Wilhelms-Universität in Bonn. Dort wurde er Mitglied des Göttinger Wingolf und 1901 des Bonner Wingolf. 1908 wurde er als Synodalvikar in Radevormwald ordiniert. Er diente von 1909 bis 1911 als Hilfsprediger in Wermelskirchen und Barmen sowie als Gefängnisgeistlicher in Dortmund. Von 1911 bis 1946 wirkte er als Pfarrer in Schwerte.

### Wirkung
Während seiner 35-jährigen Tätigkeit als Pfarrer in Schwerte prägte Ohlig Stadt und Gemeinde in vielfältiger Weise.
Im Ersten Weltkrieg führte Ohlig eine Chronik für seine Gemeinde, die er 1922 als „Kriegschronik und Heldenbuch“ veröffentlichte. Weitere lokalhistorische Veröffentlichungen folgten.
Als Verantwortlicher für die Innere Mission war er in den 1920er Jahren einer der Gründer der Diakonie in Schwerte. Bis 1946 leitete er die Angelegenheiten des Gemeindedienstes.
Mit dem Beginn des Kirchenkampfes schloss sich die Mehrzahl der Presbyteriumsmitglieder in der Kirchengemeinde Schwerte den nationalsozialistischen Deutschen Christen an. Dagegen protestieren Ohlig sowie die Pastoren Millard und Kleinemeyer als Mitglieder der Bekennenden Kirche. Sie fanden Unterstützung bei der Frauenhilfe Wandhofen und in der Jugendarbeit. Am 9. November 1934 kam es zu einer öffentlichen Auseinandersetzung auf einer Gemeindeversammlung mit rund 2000 evangelischen Christen. Die drei Pfarrer klagten das Presbyterium öffentlich an und kündigten die Bildung eines alternativen Bekenntnispresbyteriums auf der Grundlage der Barmer Theologischen Erklärung an. 1937 wurden die drei Pastoren und ihre Jugendmitarbeiter verhaftet, worauf es in Schwerte zu heftigen öffentlichen Protesten kam. Nach siebzehn Tagen wurden sie aus der Haft entlassen. Bei Pfarrer Kleinemeyer hinterließ die Haftzeit anhaltende gesundheitliche Beschwerden.
1943 wurde bei Evakuierungsarbeiten zum Schutz der kirchlichen Kunstschätze der St. Viktor-Kirche ein Kreuzigungsfresko in der Apsis des südlichen Seitenschiffes wiederentdeckt. Die Entdeckung des gotischen Freskos wird Ohlig zugeschrieben.
Nach der Befreiung im Jahr 1945 wurde Pfarrer Kleinemeyer, mit dem Ohlig inhaftiert worden war, von den Amerikanern zum Bürgermeister in Schwerte ernannt. 1946 beendete Ohlig seinen Pfarrdienst. Zwei Jahre vor seinem Tod veröffentlichte er das Gedenkbuch zur 400-Jahr-Feier der Reformation in Schwerte.

## Schriften (Auswahl)
- Kriegstagebuch und Heldengedenkbuch der Evangelischen Gemeinde zu Schwerte, 1914–1918, Schwerte 1922.
- St. Viktorkirche Schwerte und ihre Kunstschätze, Schwerte 1939.
- Gedenkbuch zur 400-Jahr-Feier der Reformation in Schwerte, Schwerte 1954, hrsg. vom Presbyterium der evangelischen Gemeinde Schwerte.